# 2025 en Palestine
Chronologie de la Palestine
- 2021
- 2022
- 2023
- 2024
- 2025
- 2026
- 2027
- 2028
- 2029

Cette page concerne les évènements survenus en 2025 en Palestine :

## Évènements
- Blocus de la bande de Gaza, en cours depuis 2007.
- Guerre à Gaza depuis 2023
- Invasion israélienne de la bande de Gaza (depuis 2023)

### Janvier
- 1er janvier : L'Autorité nationale palestinienne ordonne la suspension des émissions et des opérations d'Al Jazeera en Cisjordanie, l'accusant de diffuser du « matériel incitatif et des reportages trompeurs qui provoquent des conflits et interfèrent dans les affaires intérieures palestiniennes »[1].
- 2 janvier : Mahmoud Salah, chef de la police de la bande de Gaza, est tué avec son adjoint, Hussam Shahwan, et neuf autres personnes lors d'une frappe aérienne israélienne à Al-Mawasi[2].
- 6 janvier : Des tireurs palestiniens tuent trois Israéliens et en blessent huit autres lors d'une fusillade dans un bus (en) à Al-Funduq, en Cisjordanie occupée[3].
- 17 janvier : 
  - Le cabinet israélien approuve un cessez-le-feu et un accord d'échange de prisonniers avec le Hamas[4].
  - Le ministre de la Défense, Israël Katz, annonce que tous les colons israéliens en détention administrative seront libérés en réponse à la libération des prisonniers palestiniens dans le cadre de l'accord de cessez-le-feu[5].
- 19 janvier : L'accord de cessez-le-feu et d'échange de prisonniers avec le Hamas entre en vigueur[6].
- 20 janvier : Le premier groupe de 90 prisonniers palestiniens libérés dans le cadre de l'accord de cessez-le-feu arrive en Cisjordanie[7].
- Depuis le 21 janvier : Invasion israélienne de la Cisjordanie.
- 25 janvier : Deux cents prisonniers palestiniens sont libérés par Israël dans le cadre de l'accord de cessez-le-feu avec le Hamas[8].
- 27 janvier : Les Palestiniens déplacés sont autorisés à retourner dans le nord de la bande de Gaza dans le cadre de l'accord de cessez-le-feu[9].
- 30 janvier : 
  - 110 prisonniers palestiniens sont libérés par Israël dans le cadre de l'accord de cessez-le-feu[10].
  - Le Hamas confirme l'assassinat du commandant des Brigades al-Qassam, Mohammed Deïf et de son adjoint, Marwan Issa (en)[11].

### Février
- 1er février : 183 prisonniers palestiniens sont libérés par Israël dans le cadre de l'accord de cessez-le-feu[12]
- 4 février :
  - Un homme armé tue deux soldats de Tsahal à un poste de contrôle à Tayasir en Cisjordanie avant d'être tué par des soldats qui lui répliquent[13].
  - Le président américain Donald Trump annonce que les États-Unis prendront le contrôle de la bande de Gaza après l'avoir vidée de sa population[14].
- 6 février : En réponse aux déclarations de Donald Trump, le ministre israélien de la Défense Israël Katz dévoile son plan pour favoriser le départ des Gazaouis[15]. Le président américain Donald Trump annonce que les États-Unis prendront le contrôle de la bande de Gaza[16].
- 8 février : Trois Israéliens sont libérés par le Hamas, en échange de 183 détenus palestiniens[17].
- 10 février : Donald Trump s'« engage à acheter et à posséder Gaza »[18].
- 15 février : Le Hamas libère trois otages[19]. Israël libère 369 prisonniers[20].
- 23 février : En Cisjordanie occupée, Israël vide trois camps de réfugiés interdisant le retour aux personnes expulsées[21].
- 26 février :
  - Le Hamas rend les corps de quatre otages capturés lors des attentats du 7 octobre mais morts en captivité, dans le cadre de l'accord de cessez-le-feu[22].
  - 596 prisonniers palestiniens sont libérés par Israël dans le cadre de l'accord de cessez-le-feu[23].
- 27 février : 46 prisonniers palestiniens sont libérés par Israël dans le cadre de l'accord de cessez-le-feu[24].

### Mars
- 18 mars :  Israël lance des attaques contre la bande de Gaza, marquant la fin du cessez-le-feu avec le Hamas[25],[26],[27].
- 23 mars : Salah al-Bardawil (en), haut responsable du Hamas, est tué avec sa femme par une frappe aérienne israélienne sur leur tente à Khan Younès[28].
- 25 mars : Des manifestations anti-Hamas (en) éclatent dans le gouvernorat de Gaza-Nord[29].

### Avril
- 26 avril : Hussein al-Sheikh est nommé vice-président de l'Organisation de libération de la Palestine[30].

### Mai
- 2 mai : Attaque de la flottille de la liberté pour Gaza au large de Malte par des drones israéliens.
- 3 mai : Talal Naji, chef du Front populaire de libération de la Palestine-Commandement général (FPLP-CG) basé en Syrie, est arrêté près de sa résidence à Damas[31].
- 12 mai : Edan Alexander, un soldat israélo-américain détenu à Gaza, est libéré par le Hamas et renvoyé en Israël à la suite d'un accord conclu avec la médiation des États-Unis[32].
- 14 mai : Une femme israélienne enceinte est tuée et son mari est légèrement blessé lors d'une fusillade dans la colonie de Brukhin en Cisjordanie occupée[33].
- 16 mai : Tsahal lance les premières phases de l'opération Chariots de Gédéon (en), une offensive militaire majeure visant à s'emparer de zones stratégiques dans la bande de Gaza[34].
- 18 mai : Le Premier ministre israélien Benjamin Netanyahou ordonne la reprise de l'acheminement de l'aide humanitaire « de base » à Gaza, mettant ainsi fin à un blocus total de deux mois[35].
- 21 mai : Tsahal tire des coups d'intimidation à proximité d'une délégation composée de diplomates de près de deux douzaines de pays en visite à Jénine (Cisjordanie occupée), affirmant qu'ils ont dévié d'un itinéraire approuvé et sont entrés dans une zone non autorisée[36].

## Juin
- 9 juin : 
  - Le Madleen de la flottille de la liberté pour Gaza 2025, qui se dirigeait vers la bande de Gaza pour tenter de briser le blocus et transportait des militants de premier plan tels que Greta Thunberg et Rima Hassan, est pris d'assaut dans les eaux internationales par les forces israéliennes. Détourné vers Israël, ses passagers sont placés en détention puis expulsés d'Israël le lendemain et les jours suivants[37].
  - Départ de la caravane Soumoud un convoi terrestre au départ de la Tunisie et à destination de la bande de Gaza.
  - Marche mondiale vers Gaza[38].
- 10 juin : Le Royaume-Uni, le Canada, l'Australie, la Nouvelle-Zélande et la Norvège annoncent des interdictions de voyager et des sanctions à l'encontre des ministres d'extrême droite israéliens Bezalel Smotrich et Itamar Ben-Gvir, les accusant d'inciter à la violence des colons contre les Palestiniens en Cisjordanie[39]. En réponse, Smotrich ordonne l'annulation d'une politique autorisant la correspondance entre les banques israéliennes et celles de l'Autorité palestinienne, afin de paralyser l'économie palestinienne[40].

### Juillet
- 24 juillet : Emmanuel Macron, président français, annonce avoir décidé que la France reconnaîtra l'État de Palestine en septembre 2025 devant l'Assemblée générale des Nations unies[41].

## Sortie de film - Actualité
- 2 mars :  No Other Land, un documentaire réalisé par deux cinéastes palestiniens et deux cinéastes israéliens sur les démolitions israéliennes à Masafer Yatta, en Cisjordanie, remporte l'Oscar du meilleur film documentaire lors de la 97e cérémonie des Oscars[42].
- 24 mars : Le réalisateur oscarisé Hamdan Ballal (No Other Land) est arrêté par Tsahal après avoir été agressé par des colons qui ont attaqué sa maison à Susya, en Cisjordanie occupée. Il est libéré le lendemain[43].
- Put Your Soul on Your Hand and Walk
- From Ground Zero

## Créations
- Fonction de vice-président de l'État de Palestine
- Fondation humanitaire de Gaza

## Suppression - Destruction
- Fonds des martyrs de l'Autorité palestinienne
- La ville de Khuza'a au sud de la bande de Gaza est  complètement rasée en mai par Tsahal[44].

## Décès
- 20 janvier : Basil Nasr al-Kafarna (en), homme politique, ministre d'État aux Affaires humanitaires (2024-2025).
- 18 mars :
  - Abou Hamza, militant, porte-parole des brigades Al-Qods (2014-2025)[45].
  - Issam al-Da'alis (en), homme politique, chef du comité administratif du gouvernement du Hamas dans la bande de Gaza (2021-2025)[46].
  - Mahmoud Abou Watfa (ar), militaire et haut fonctionnaire, sous-secrétaire du ministère de l'Intérieur du Hamas dans la bande de Gaza[46].
- 23 mars :
  - Salah al-Bardawil (en), homme politique, membre du Conseil législatif palestinien (2006-2018)[28].
  - Ismail Barhoum (en), homme politique, membre du Bureau politique du Hamas[47].
- 24 mars : Hossam Shabat, journaliste[48].
- 16 avril : Fatima Hassouna, photojournaliste[49].
- 23 mai : Yaqeen Hammad, influenceuse, travailleuse humanitaire et activiste médiatique[50],[51].